# Булюбашич, Мухамед
Мухамед Булюбашич (босн. Muhamed Buljubašić; род. 4 июля 2004) — боснийский футболист, полузащитник клуба «Сараево».

## Клубная карьера
Булюбашич — воспитанник клубов «Слобода» и «Сараево». 21 августа 2021 года в матче против своего бывшего клуба «Слободы» он дебютировал в чемпионате Боснии и Герцеговины в составе последних. В июле 2023 года игрок продлил контракт с клубом на 3 года.